# Sussuarana (Salvador)
A Sussuarana é um bairro que fica no centro da península soteropolitana, próximo ao Centro Administrativo da Bahia. Em 2012, o iBahia pesquisou a vida cultural do bairro. É subdividida em Nova Sussuarana e Sussuarana Velha e Novo Horizonte. Grande parte do bairro é formada por loteamentos e ainda possui os conjuntos habitacionais Castro Alves, Sussuarana, Central Park I e II,III Primavera, Residencial Salvador Life I, II e III e Summer Ville. Pertence a Prefeitura-Bairro VIII Cabula/Tancredo Neves.

## História

### Demografia
O bairro de Sussuarana possui uma população total de 28.809 habitantes, sendo que 47,96% são homens e 52,04% mulheres segundo o último censo 2010. No quesito por Cor/Raça 10,76% se autodenominam Brancos, 34,93% Pretos, 1,39% Amarelos, 52,67% Pardos e 0,24%. Na questão econômica 25,03% dos chefes de família estão situados na faixa de renda mensal entre 1 a 2 salários mínimos. Em relação a escolaridade, verifica-se que 33,02% dos chefes de família têm de 4 a 7 anos de estudo. Em 2012, sua população era de 164 mil habitantes.

### Educação
O bairro de Sussuarana possui entre seus principais equipamentos de educação pública o Colégio Estadual Bolívar Santana, o Colégio Estadual Ruth Pacheco, o Colégio Municipal Eraldo Tinoco que juntos proporcionam aos seus alunos (Crianças, Jovens e Adultos) a possibilidade de cursarem todas as etapas de ensino. Na Localidade pode-se encontrar também a presença de instituições particulares de ensino.

### Saúde
Na Sussuarana se encontra o Centro de Saúde e Unidade Básica Raimundo Agripino Sussuarana, que presta atendimento aos moradores do bairro e de localidades vizinhas. Na UBS é possível agendar consultas em áreas como clinica geral, pediatria e ginecologia. Para atendimentos de maior complexidade e de urgência e emergência os moradores necessitam deslocar-se para bairros mais próximos.

### Localização
O bairro inicia-se na Via Pituaçu e tem como principal via de entrada a Avenida Ulysses Guimarães.

### Segurança
Foi listado como um dos bairros mais perigosos de Salvador, segundo dados do Instituto Brasileiro de Geografia e Estatística (IBGE) e da Secretaria de Segurança Pública (SSP) divulgados no mapa da violência de bairro em bairro pelo jornal Correio em 2012. Ficou entre os mais violentos em consequência da taxa de homicídios para cada cem mil habitantes por ano (com referência da ONU) ter alcançado o segundo nível mais negativo, com o indicativo de "61-90", sendo um dos piores bairros na lista.